# 弾正台 (明治時代)
弾正台（だんじょうだい）は、明治2年5月22日（1869年7月1日）、太政官制に基づき、刑法官監察司の職務を引き継いで設置された明治新政府の省庁である。明治4年7月9日（1871年8月24日）、司法省新設により廃止された。

## 設置
弾正台はそれまでの刑法官監察司に代わる監察機関として設置され、明治2年7月8日東京の本台のほかに留守官として京都に支台がおかれた。長官である弾正尹には九条道孝、次官である弾正大弼には池田茂政が任じられた。
職員の階級として尹、弼各1名の下に、大忠、少忠、大疏、少疏が各2名、巡察が10名のほか、史生が置かれた。同年7月官制で、弼は大弼に少弼が加わり、大忠、少忠は、大・少・正・権各1名となり、大忠は勅任官、権大忠以下は奏任官、大疏、少疏は判任官となった。実務上の最高責任者だった弾正大忠の経験者には、吉井友実、門脇重綾、安岡良亮、河田景与、海江田信義、渡邊昇らがいる。

### 新政府内「尊攘派」の拠点
この省庁の設置に際しては、維新後、開国政策を進める新政府にとって持て余し気味の存在となっていた過激尊攘派の不平分子らの懐柔を目的に、彼らを多く採用したいきさつがあり、したがって新政府の改革政策に反対する方針を採ることもしばしばであったため、他の官庁との対立が深まった。しかし、監察機関であるがゆえに政府内での彼らの権限は小さく、主流派から外された弾正台の尊攘派は、府藩県・各省の幹部の非違を糾すという名目で彼らの政敵たる開国派をやり玉に挙げる程度で満足しなければならなかった。
明治4年5月13日（1871年6月30日）には神戸でキリスト教の禁教を犯した罪で市川栄之助が逮捕される事件が起こった。弾正台に送られた市川は、拷問によってキリスト教信者であるか否かの取り調べを受けたのち、弾正台廃止後の明治5年11月25日（1872年12月24日）に獄内で秘密裏に処刑されたが、公式発表は牢死とされた。

## 粟田口止刑事件
設置前後に起こった横井小楠および大村益次郎の襲撃・暗殺事件においては、これを取り締まるべき弾正台の海江田信義（弾正大忠）・古賀十郎（大巡察）ら自身が横井・大村の政策を非難し、暗殺は彼らの自業自得であると主張、あまつさえ暗殺犯の減刑までも主張するに至った。特に京都支台の海江田が中心となって明治2年12月21日（1870年1月21日）、大村襲撃犯の処刑執行を直前で差し止めた「粟田口止刑事件」は東京の新政府内部で問題化した。明治3年4月（1870年5月）、特に過激であった古賀ら大巡察9名が人員削減を名目に免官となり、これを機に政府による尊攘派切り捨てが本格化し、弾正台自体も刑部省への統合が決定された。

## 廃止
以上の結果弾正台は、明治4年7月9日（1871年8月24日）、刑部省との統合による司法省の新設にともなって廃止された。